# 斉藤健吾
斉藤 健吾（さいとう けんご、1988年8月10日 - ）は、日本の男性アニメーター、キャラクターデザイナー、アニメ監督。株式会社Yostar Pictures取締役。大阪府出身。

## 来歴
2009年にアミューズメントメディア総合学院アニメーション学科卒業。卒業と前後して、アニメーターとしての活動を始める。その後ボンズやスタジオディーンなど複数の制作スタジオ所属を経て、アルバクロウに所属。
2020年、同じくアルバクロウ所属で同社創業者の稲垣亮祐とYostarの代表取締役社長である李衡達と共にYostar Picturesを立ち上げ同社の取締役に就任した。なお、Yostar Picturesの設立に伴い所属していたアルバクロウは同社の一部門となっている。

## 参加作品

### テレビアニメ
2009年
- DARKER THAN BLACK -流星の双子-（動画）

2011年
- ドラゴンクライシス!（動画）
- バトルスピリッツ ブレイヴ（第二原画）
- セイクリッドセブン（第二原画・動画）
- ぬらりひょんの孫 千年魔京（原画・第二原画）
- へうげもの（原画）

2012年
- アクセル・ワールド（原画）
- 緋色の欠片（原画・第二原画）
- 新世界より（2012年 - 2013年、原画・第二原画）

2013年
- ビビッドレッド・オペレーション（原画）
- ファンタジスタドール（作画監督・原画）
- キルラキル（2013年 - 2014年、原画・第二原画）
- 夜桜四重奏 〜ハナノウタ〜（原画）

2014年
- アカメが斬る!（原画）
- ハイキュー!!（原画）
- IS 〈インフィニット・ストラトス〉2（原画）
- 異能バトルは日常系のなかで（作画監督・原画・第二原画）
- 四月は君の嘘（原画）
- PSYCHO-PASS サイコパス 2（原画）

2015年
- ユリ熊嵐（原画）
- 黒子のバスケ（原画）
- ハイキュー!! 烏野高校VS白鳥沢学園高校（原画）

2016年
- キズナイーバー（キャラクターデザイン協力・作画監督・作画監督補佐・原画・第二原画）
- 宇宙パトロールルル子（原画）
- マクロスΔ（原画）

2017年
- リトルウィッチアカデミア（作画監督・作画監督補佐・レイアウト監修・原画・第二原画）
- クジラの子らは砂上に歌う（作画監督）
- 十二大戦（作画監督補佐・原画）

2018年
- ダーリン・イン・ザ・フランキス（作画監督・作画監督補佐・原画）
- はねバド!（作画監督）
- SSSS.GRIDMAN（総作画監督・作画監督・原画）

2019年
- Fate/Grand Order -絶対魔獣戦線バビロニア-（作画監督・原画）

2020年
- BNA ビー・エヌ・エー（原画）

2021年
- アズールレーン びそくぜんしんっ!（総作画監督・総作画監督補佐・作画監督・原画）
- SSSS.DYNAZENON（作画監督・原画）
- 空色ユーティリティ（監督・演出・キャラクターデザイン・作画監督・原画）

2024年
- ブルーアーカイブ The Animation（総作画監督）

2025年
- 戦隊大失格（作画監督）

### 劇場アニメ
- THE IDOLM@STER MOVIE 輝きの向こう側へ!（2014年）原画
- 劇場版 世界一初恋 ～横澤隆史の場合～（2014年）原画
- リトルウィッチアカデミア 魔法仕掛けのパレード（2015年）原画

### OVA
- 機動戦士ガンダムUC（2010年）動画
- ひぐらしのなく頃に拡 ～アウトブレイク～（2013年）原画
- アニメミライ2014「アルモニ」（2014年）若手原画
- 閃乱カグラ ESTIVAL VERSUS -水着だらけの前夜祭-（2015年）原画

### Webアニメ
- ヘタリア The Beautiful World（2013年）原画
- 日本アニメ（ーター）見本市「POWER PLANT No.33」（2015年）キャラクターデザイン・作画監督・原画
- ニンジャスレイヤー フロムアニメイシヨン（2015年）作画監督・作画監督補佐・原画
- 日本アニメ（ーター）見本市「ヒストリー機関」（2015年）原画
- モンスターストライク（2015年）作画監督・原画
- ているず おぶ ざ れいず劇場（2019年）第二原画
- プロメア SIDE ガロ（2019年）作画監督・原画

### PV・CM
2020年
- アークナイツ アニメPV（監督・アニメーションキャラクターデザイン・アクション演出・作画監督）
- アークナイツ サイドストーリー 騎兵と狩人 告知PV（作画監督）
- BLUE -line･step･brush-（監督・絵コンテ・作画監督）
- アークナイツ 第五章 快刀乱麻 アニメPV（作画監督）
- アークナイツ 青く燃ゆる心 アニメPV（作画監督）
- アークナイツ 喧噪の掟 アニメPV（作画監督）
- アークナイツ 洪炉示歳 アニメPV（作画監督）
- アークナイツ 25時間生放送アニメ制作マラソンPV（監督・絵コンテ・作画監督・原画）
- アークナイツ 1周年記念アニメ Holy Knight Light（作画監督）

2021年
- ブルーアーカイブ アニメPV（アクション演出・銃器作監・アクションパート作画・原画）
- アズールレーン 4周年記念PV（原画）
- 雀魂 2周年記念アニメPV（作画監督・原画）

2022年
- アークナイツ ドッソレスホリデー アニメPV（原画）